# Бакланов, Григорий Яковлевич
Григо́рий Я́ковлевич Бакла́нов (настоящая фамилия Фри́дман; 11 сентября 1923 — 23 декабря 2009) — русский советский писатель, редактор и сценарист, один из представителей «лейтенантской прозы».

## Биография
Родился в Воронеже в еврейской семье. Отец — Яков Минаевич Фридман (1893—1933), служащий, мать — Ида Григорьевна (Хая-Ита Герцевна) Кантор (1892—1934), зубной врач, выпускница Воронежской Мариинской женской гимназии (1909), работала в здравпункте на конфетной фабрике. Родители заключили брак в Воронеже 17 декабря 1919 года. В конце 1920-х годов отец был объявлен лишенцем и выслан в Курган (в 1933 году покончил с собой). После смерти матери в ноябре 1934 года воспитывался в семье тёти (сестры матери, Берты Григорьевны Зелкинд, учительницы музыки) и её мужа — военного врача Давида Борисовича Зелкинда. Старший брат Юрий Яковлевич Фридман (1921—1941) погибнет на фронте.
Детские и юношеские годы провёл в Воронеже. Окончив 9-й класс, в 1940 году поступил в самолётно-монтажную группу Воронежского авиационного техникума.
Когда началась Великая Отечественная война, работал клепальщиком на 18-м авиазаводе, выпускавшем штурмовики Ил-2. Для того, чтобы попасть в военное училище, экстерном сдал экзамены за 10 класс.
В 1941 году Воронежским РВК был призван в армию. Окончил артиллерийское училище; в 1942 году вступил в ВКП(б). С 1943 года воевал на Юго-Западном и 3-м Украинском фронтах. Участвовал в боях на Украине, в Молдавии, Румынии, Венгрии, Австрии.
В сентябре 1943 года был ранен в районе Запорожья. За декабрьские бои 1944 года под Секешфехерваром был награждён орденом Красной Звезды. Также был награждён медалями за взятие Будапешта и Вены, за победу над Германией, в 1985 году — орденом Отечественной войны I степени.
На январь 1945 года лейтенант, командир огневого взвода 1232-го пушечного артиллерийского полка 115-й пушечной артиллерийской Криворожской бригады. Закончил войну начальником разведки артиллерийского дивизиона.

Когда я вернулся домой с фронта, мне был 21 год. Я вернулся с войны с твёрдым убеждением в том, что главное в моей жизни уже сделано. Тогда мне было на редкость легко. Мне не хотелось делать никакой карьеры, мне было абсолютно безразлично, что будет со мной дальше. Я был твёрдо убеждён: главное дело всей моей жизни уже сделано.
— Григорий Бакланов
В 1951 году окончил Литературный институт имени А. М. Горького, в этом же году начал печататься — рассказ «Выговор» в журнале «Крестьянка» был напечатан под его собственной фамилией Фридман. С 1952 года использовал псевдоним Бакланов. В 1956 был принят в Союз писателей СССР. Первые повести о войне, которые принесли Бакланову известность, «Южнее главного удара» (1957) и «Пядь земли» (1959), подверглись резкой критике. Впоследствии произведения о войне Бакланова выходили с трудом (см. список изданий). Самой трудной была судьба романа «Июль 41 года» (1964), в котором описано уничтожение Сталиным офицерского корпуса Красной армии. После первой публикации «Июль 41 года», хотя и не был формально запрещён, не переиздавался в СССР 14 лет.
Книги Григория Бакланова переведены на многие языки и изданы в 36 странах мира. По книгам и сценариям Бакланова снято несколько художественных фильмов и поставлено несколько театральных спектаклей. К самым известным относятся телефильм «Был месяц май» режиссёра Марлена Хуциева по рассказу «Почём фунт лиха», который и Бакланов переименовал потом в «Был месяц май», и спектакль Театра на Таганке «Пристегните ремни!» (постановка Юрия Любимова, 1975). Фильм «Был месяц май» награждён призом международного фестиваля телефильмов в Праге (1971).
В годы Перестройки на посту главного редактора журнала «Знамя» (1986—1993) Бакланов, как и другие главные редакторы «толстых» журналов того времени, публиковал ранее запрещённые произведения: «Собачье сердце» Михаила Булгакова, «По праву памяти» Александра Твардовского, «Верный Руслан» Георгия Владимова, «Новое назначение» Александра Бекa, «Добро вам!» Василия Гроссмана и др.
Был делегатом XIX конференции КПСС (1988).
Бакланов выступал за вывод войск из Афганистана и против первой чеченской войны. В октябре 1993 года подписал открытое «письмо сорока двух». В апреле 2000 года подписал письмо в поддержку политики недавно избранного президента России Владимира Путина в Чечне. В 2004 году опубликовал публицистическую повесть «Кумир», направленную против Солженицына.
Член Союза писателей СССР, в котором занимал руководящие должности. Был председателем комиссии по литературному наследию К. А. Икрамова (с 1990 года), сопредседателем фонда «Знамя» (с 1993 года), газеты «Культура» (с 1996), Стратегического правления фонда «Культурная инициатива» (затем Институт «Открытое общество» — фонд Дж. Сороса), членом Русского ПЕН-центра, авторского совета РАО (с 1993), Совета по культуре и искусству при Президенте РФ (1996—2001), совета международного историко-просветительского общества «Мемориал», межрегиональной общественной организации «Академия российского искусства» (с 1995 года).
Умер 23 декабря 2009 года в Москве. Похоронен на Троекуровском кладбище.

## Семья
Жена с 1953 года — Эльга Анатольевна Бакланова (урождённая Цукерман, 1926—2017), учительница русского языка и литературы; сын Михаил (1955), дочь Александра Попофф (1959).

### Произведения
- В Снегирях. Повесть (1954)
- Южнее главного удара. Повесть (1957)
- Пядь земли. Повесть (1959)
- Мёртвые сраму не имут. Повесть (1961)
- Июль 41 года. Роман (1964)
- Карпухин. Повесть (1965)
- Темп вечной погони. Очерк об Америке (1972)
- Был месяц май (Почём фунт лиха). Рассказ[7] (1962-75)
- Друзья. Роман (1975)
- Канада. Очерк (1976)
- Навеки девятнадцатилетние. Повесть (1979)
- Литературные портреты («Об А. Т. Твардовском», «О Павле Нилине» и др.) (1973-81)
- Меньший среди братьев. Повесть (1981)
- Свой человек (Миг между прошлым и будущим). Повесть (1990)
- И тогда приходят мародёры. Роман (1995)
- Жизнь, подаренная дважды. Воспоминания (1999)
- Мой генерал. Повесть (1999)[22]

### Собрания сочинений
- Собрание сочинений. В 4-х томах. Вступ. ст. И. Дедкова. — М.: Художественная литература, 1983—1985, 100 000 экз.
- Собрание сочинений. В 3-х томах. — М. Русская книга, 1999. 3 000 экз.
- Собрание сочинений. В 5-ти томах. — СПб.: Пропаганда, 2003.
- Избранные произведения. В 2-х томах. — М.: Художественная литература, 1979—1980., 100 000 экз.
- Собрание сочинений. В 5-ти томах. — М.: Книжный Клуб Книговек, 2012.
- Избранное. В 2-х томах. М.: Книжный клуб 36.6, 2013.[6]

### Книги
- В Снегирях. — М.: Советский писатель, 1955.
- В Снегирях. Повести. Рассказы. Очерки. — М.: Советский писатель, 1957.
- Девять дней. Повесть. — М., Советский писатель, 1958.
- Южнее главного удара. — М., Воениздат, 1959.
- Пядь земли. — М.: Советский писатель, 1960
- В Снегирях. Повесть. — М.: Гослитиздат, 1961.
- Южнее главного удара. — М.: Советский писатель, 1961
- Мёртвые сраму не имут. — М.:  Советский писатель, 1962
- Почём фунт лиха. — М.: Советская Россия, 1962
- 49 дней. — М.: Искусство, 1963
- Три повести. — М.: Гослитиздат, 1963
- Июль 41 года. — М.: Советский писатель, 1965.
- Мёртвые сраму не имут. — М., Советская Россия, 1966.
- Военные повести. — М.: Советский писатель, 1967.
- Карпухин. — М., Советская Россия, 1967.
- Пядь земли. — М.: Советский писатель, 1970
- Был месяц май. — М.: Искусство, 1971
- О нашем призвании. — М.: Советская Россия, 1972
- Темп вечной погони. — М.: Советский писатель, 1972
- Пядь земли. — М.: Художественная литература, 1973
- Пядь земли. — Новосибирск, 1973
- Избранное. — М., Московский рабочий, 1974.
- Пушки стреляют на рассвете. — М.: Детская литература, 1974
- Военные повести. — М.: Советский писатель, 1975,
- Друзья. Роман. — М.: Советский писатель, 1976; 1977.
- День нынешний и день минувший. — М.: Московский рабочий, 1977.
- Пядь земли. — М.: Известия, 1978
- Друзья. Карпухин. — М.: Московский рабочий. 1980.
- Пядь земли. Повести и рассказы. — М.: Советская Россия, 1980.
- Навеки—девятнадцатилетние. — М.: Советский писатель, 1980
- Навеки—девятнадцатилетние. — М.: Художественная литература, 1980 (Роман-газета).
- Военные повести. — М.: Советский писатель, 1981
- Меньший среди братьев. — М.: Советский писатель, 1982;
- Навеки—девятнадцатилетние. — М.: Молодая гвардия, 1982
- Военные повести. — М.: Советский писатель, 1983
- Пядь земли. — Кишинёв, 1983
- Загадка простоты. Сб. статей. — М.: Советский писатель, 1984.
- Военные повести. — М.: Современник, 1984
- Навеки—девятнадцатилетние. — М.: Советский писатель, 1984
- Навеки—девятнадцатилетние. — М., Воениздат, 1985
- Навеки—девятнадцатилетние. — Кемерово, 1985
- Военные повести. — М.: Современник, 1986
- Ехали земляки… — М.: Советская Россия, 1986.
- Навеки—девятнадцатилетние. — М.: Детская литература, 1986
- Навеки—девятнадцатилетние. — Киев, 1986
- Вот и кончилась война: повести, рассказы. — М.: Современник, 1987.
- Меньший среди братьев. — М.: Художественная литература, 1987 (Роман-газета)
- Повести и рассказы. — М.: Московский рабочий, 1987.
- Навеки — девятнадцатилетние. Повести. — М.: Известия, 1988.
- Июль 41 года. Навеки — девятнадцатилетние. — М.: Художественная литература, 1988.
- Свет вечерний. Рассказы. — М.: Правда, 1988.
- Карпухин. Друзья. Меньший среди братьев. — М.: Советская Россия, 1989.
- Время собирать камни. Выступления, беседы, статьи, лит. портреты. — М.: АПН, 1989.
- Навеки—девятнадцатилетние. — Воронеж, 1989
- Пядь земли. — М.: Советский писатель, 1989
- Был месяц май. — М.: Искусство, 1990
- Свой человек. — М.: Международные отношения, 1993
- Навеки—девятнадцатилетние. — Курган, 1995
- Я не был убит на войне. — М.: Московский рабочий, 1995
- Входите узкими вратами. Невыдуманные рассказы. — М.: РИК «Культура», 1996.
- И тогда приходят мародеры. — М.: Книжная палата, 1996.
- Жизнь, подаренная дважды. Воспоминания, рассказы. — М.: Вагриус, 1999.
- Мой генерал. Повести и рассказы. — М.: Вагриус, 2000[6].
- Дороги пришедших с войны. Невыдуманные рассказы, статьи, воспоминания. — М.: Пушкинская библиотека, 2005.
- Война / Krieg: 1941-45. Произведения русских и немецких писателей (К. Воробьёв, Г. Айзенрайх, В. Кондратьев, Г. Ледиг, В. Некрасов, Г. Гайзер, В. Быков, Ф. Фюман, Г. Бакланов, Г. Белль, Ю. Бондарев, З. Ленц, Д. Гранин, В. Борхерт). — М., ПРОЗАиК, 2012. — ISBN 978-5-91631-115-0.
- Навеки — девятнадцатилетние. — М.: Эксмо, 2014.[источник не указан 3709 дней]

## Отзывы
Свойственный людям, действующим в военных повестях Бакланова, героизм проявляется в том, что наряду с храбростью у них есть честность, главное — честность перед собой; храбрость без честности не живёт.
— Лев Оборин

В «Пяди земли» Бакланова была определённая смелость и дерзость: после «эпических полотен» вдруг «пядь», всего несколько действующих лиц, никаких особо эпохальных сражений, броских геройств, а у читателя (особенно воевавшего) сжимается сердце, его душит боль, потому что
так было и всё похоже на его собственную войну.
— Вячеслав Кондратьев

## Киносценарии и экранизации

### Киносценарии
1. 1960 — Чужая беда
2. 1961 — Горизонт
3. 1962 — 49 дней
4. 1964 — Пядь земли
5. 1969 — День и вся жизнь
6. 1970 — Был месяц май
7. 1970 — Салют, Мария!
8. 1972 — Карпухин
9. 1978 — Познавая белый свет

### Экранизации
1. 1964 — «Пядь земли», по мотивам одноимённой повести. Режиссёры Андрей Смирнов и Борис Яшин.
2. 1970 — «Был месяц май», по мотивам повести «Почём фунт лиха». Режиссёр Марлен Хуциев.
3. 1980 — «Разжалованный» (короткометражный). Режиссёр Александр Сокуров.
4. 1989 — «Навеки — 19», по повести «Навеки девятнадцатилетние». Режиссёр Михаил Кац.

## Интервью
- Бакланов Г. Эта долгая память. Беседу ведёт Ирина Ришина // Дружба народов. — 1999. — № 2.
- Разговор на фоне новой книги. Из диалога Ирины Ришиной и Григория Бакланова // Бакланов Г. Я. И тогда приходят мародёры. Роман // ModernLib.Ru.

## Награды и премии
- Орден «За заслуги перед Отечеством» III степени (11.09.1998) — за большой личный вклад в развитие отечественной литературы[24]
- Орден Отечественной войны I степени (1985)
- Орден Трудового Красного Знамени (09.09.1983)
- Орден Дружбы народов
- Орден Красной Звезды (05.01.1945)
- Орден «Знак Почёта»
- Медаль «За победу над Германией в Великой Отечественной войне 1941—1945 гг.» (1945)
- Медаль «За взятие Будапешта» (1945)
- Медаль «За взятие Вены» (1945)
- Медаль «За укрепление боевого содружества» (1986)
- Премия им. К. Симонова (1981)
- Премия Нурекской ГЭС
- Государственная премия СССР (1982) — за повесть «Навеки — девятнадцатилетние»
- Государственная премия РФ в области литературы (1997)[25]
- Пенсия Президента РФ (с 1995)[6].